# Michail Perchin
Michail Jevlampijevič Perchin (rusky Михаил Евлампиевич Перхин; 4. června 1860 v Rusku – 10. září 1903 Sankt Petěrburg) byl ruský zlatník, klenotník a medailér období historismu a secese, působící v Petrohradu. Proslavil se pracemi ve zlatnické firmě Fabergé, vedl její závod v Petrohradu.

## Život
Michail Perchin pocházel z rodiny ruského sedláka, narodil se ve vesnici Okulevskaja, v Petrozavodském újezdu a Oloněcké gubernii, což je hraniční území s Finskem. Byl vytipován jako umělecky talentované dítě. V 16 letech byl poslán na učení k neznámému zlatnickému mistrovi, a poté do řemeslnické školy zlatnictví v Petrohradu. Roku 1884 složil mistrovskou zkoušku, a v roce 1885 byl zapsán jako člen zlatnického cechu (druhé gildy) v Petrohradu.
Začínal ve zlatnické dílně Erika Kollina, který pracoval jako hlavní návrhář klenotnických unikátů pro firmu Karla Fabergé. Roku 1886 Perchin zaujal jeho místo, stal se hlavním mistrem petrohradské pobočky firmy Fabergé, což mu dávalo postavení hlavního designéra firmy. Až do smrti v roce 1903 byl činný a patřil mezi čelné klenotníky Petrohradu. Jeho mimořádná kreativnost dávala stylovou charakteristiku i řemeslnou perfektnost výrobkům firmy Fabergé. V jeho dílně vznikala téměř všechna unikátní díla firmy. Byl návrhářem darů objednaných ke korunovaci cara Mikuláše II., mnoha velikonočních vajec Fabergého a také šperků stylu neorokoka.
Zavedl do praxe typické Fabergého techniky (jako např. translucidní (průhledný) email, damaskované pozadí). Dále zavedl typické kombinace materiálů (tříbarevné zlato - odlišné podle podílu mědi ve slitině) nebo kombinaci různobarevných neprůsvitných polodrahokamů v glyptice, jež se užívala pro figurky zvířátek (prodávané jako dětské hračky) nebo květin. Jeho nástupcem ve firmě byl Hendrik Wigström.
Zemřel na vysychání míchy, které je projevem pozdního stádia syfilidy. Je pohřben na petrohradském hřbitově Novoděvičí.

## Výběr z díla
- Velikonoční vejce - osm ve sbírce Oružejnej palaty, Kreml, Moskva;
- miniatury velikonočních vajec (suvenýry firmy Fabergé) - například v Uměleckoprůmyslovém museu v Praze
- tabatěrky s povrchem z translucidního emailu

## Značka
Vedle jmenovky firmy FABERGÉ a značky petrohradského probéře bývá vyražena jeho osobní puncovní značka, monogram M.P azbukou v pravoúhlém štítku.